# مكشطة

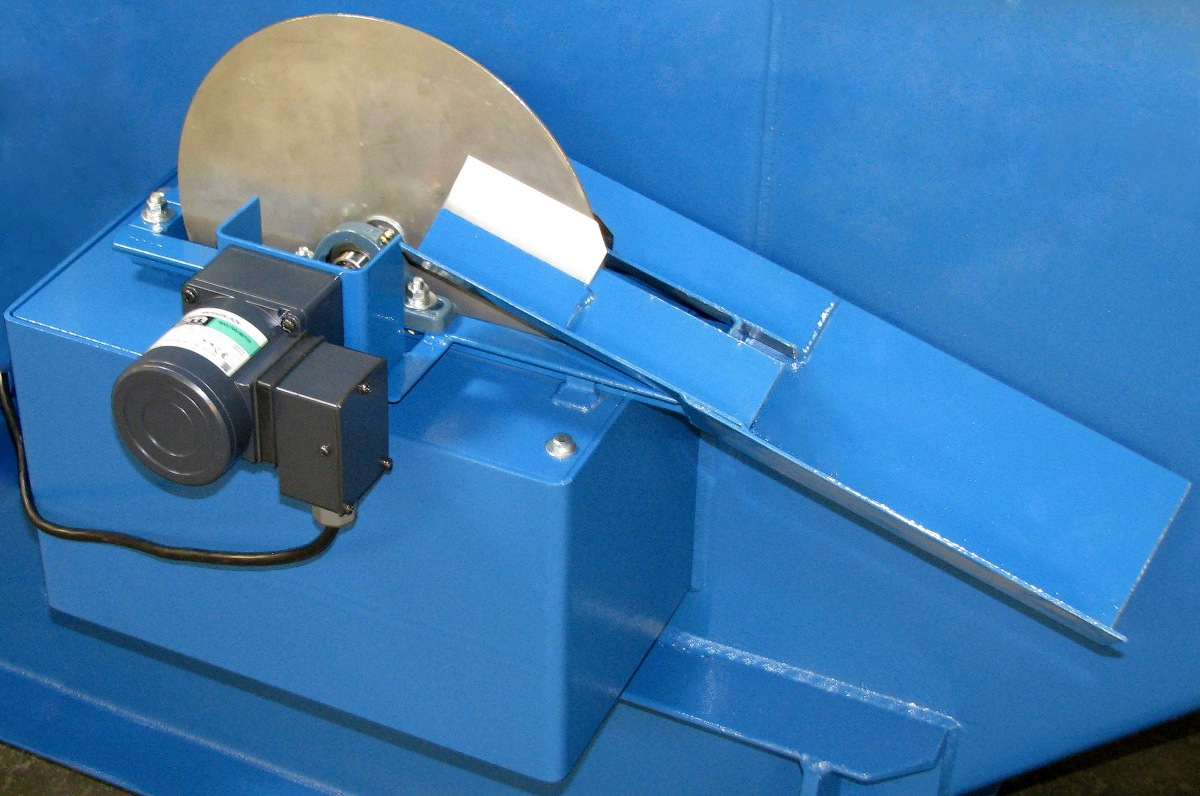

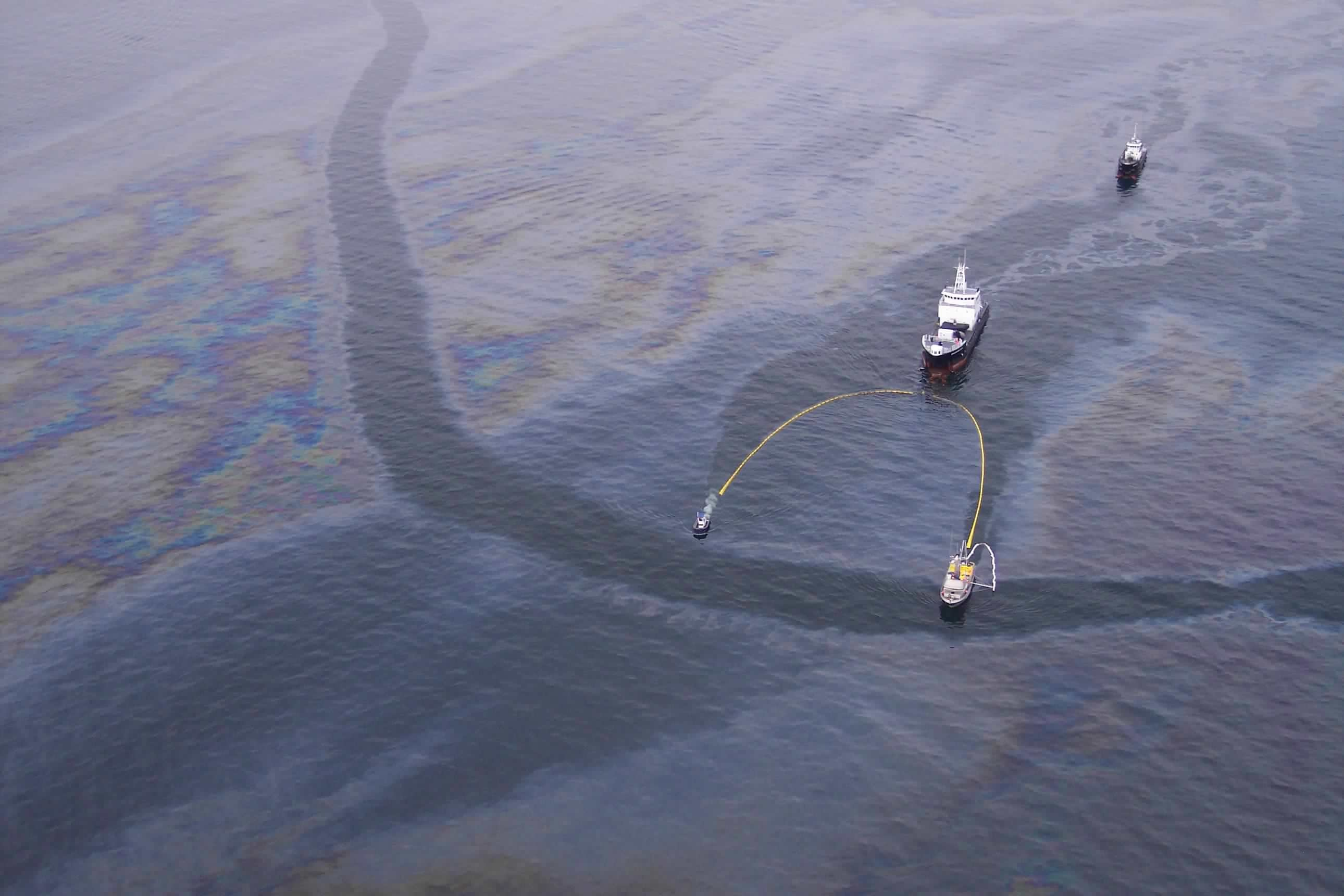
كشط النفط من سطح المياه، لمعالجة التسرب النفطي

المِشكطة - أو المرغاة أوالمقشدة  أو المكسحة - آلة تفصل السائل عن الجزيئات التي تعوم فيه أو تفصله عن سائل آخر. ويتمثل التطبيق الشائع لها في إزالة النفط الذي يطفو على سطح المياه. ويشيع استخدام هذه التقنيات في معالجة التسربات النفطية ولكنها تستخدم عادة أيضاً في الصناعة. وكان لها تأثير كبير في المساعدة على علاج تسريب نفط إكسون فالديز عام 1989.
توجد كاشطات النفط عادة على هيئة ثلاثة أنواع : السياج، المواد المحبة للنفط، والبرميل :
- الكاشطات السياجية : تعمل عن طريق السماح للنفط الطافي على سطح المياه بأن يتدفق إلى سد منخفض القامة. ويعتبر ارتفاع هذا السد قابل للتعديل. وتقوم هذه الأجهزة بتجميع الماء عندما يصبح النفط غير موجود. وتتوفر هذه الكاشطات أيضاً على هيئات طافية ذاتية التعديل. وتسمح هذه النماذج لهم باستخدامها بشكل فعال حتى في تغيير مستويات المياه.
- الكاشطات البرميلية : تعمل عن طريق استخدام عنصر دوار مثل الإسطوانة والتي من شأنها أن يلتصق أو يتمسك بها النفط. وبعد ذلك يتم إزالة وتجميع هذا النفط من على سطح الإسطوانة. وتعتبر طريقة فعالة جداً ولا تقوم بالتقاط أي كميات ملموسة من الماء حتى في حالة غياب النفط.
- الكاشطات المصنوعة من المواد المحبة للنفط : تتميز هذه الطريقة ليس بطريقة إجرائها ولكن بالمواد أو المكونات التي تستخدم لتجميع النفط. حيث يتم معاملة كل من الحبال والأقراص والإسطوانات بمادة معينة أو أن يتم تصنيعها من البداية بطريقة تجعلها تلتصق أو تتمسك بالنفط.

## وصلات خارجية
- "Drum Oil Skimmer". Retrieved 2010-07-21
- "Floating Oil Skimmers, Separators, Industrial and Oil Spill Skimmers-Skimoil, Inc.".Retrieved 2010-07-21